# Cathy Dennis
Catherine Roseanne Dennis, detta Cathy (Norwich, 25 marzo 1969), è una cantante, compositrice e produttrice discografica britannica di musica pop, dance e house.
Ha esordito alla fine degli anni ottanta, divenendo nota internazionalmente con il brano Touch Me (All Night Long) del 1991. Successivamente ha diradato l'attività come interprete per concentrarsi sull'attività di compositrice e produttrice discografica per altri artisti, scrivendo brani pop di successo come Can't Get You Out of My Head per Kylie Minogue, Toxic per Britney Spears e I Kissed a Girl per Katy Perry.
Attraverso la composizione di brani per altri artisti ha ottenuto un Grammy Award alla miglior registrazione dance nel 2004 per Come into My World, inciso da Kylie Minogue e due Ivor Novello Award nel 2001, uno come "Canzone più ascoltata" per il brano Can't Get You Out of My Head (sempre della Minogue) e l'altro, assieme a Chris Braide, per Anything Is Possible, brano inciso da Will Young.
Come interprete solista ha ricevuto un Billboard Award come Migliore Artista Femminile dell'Anno nel 1991.

## Biografia

### Carriera da cantante
Il primo successo come cantante è rappresentato dalla collaborazione al progetto di Dancin' Danny D, conosciuto come D Mob, quando il singolo collettivo C'mon and Get My Love raggiunge il quindicesimo posto nella classifica dei singoli in UK e il decimo nei Billboard Hot 100 negli Stati Uniti d'America, nel 1990. Il brano, che in origine non era andato oltre la posizione 93 in UK, è ormai considerato un classico underground nel genere dance. Anche la seconda collaborazione con D-Mob, per That's the Way of the World, riscosse un altro grande successo dell'anno (anche se più modesto, sfiorerà appena il Top 40 in UK), a cui seguirà l'album del debutto solista della Dennis, Move to This, sempre nel 1990.
In seguito, la cantante ottiene tre successi solisti che entrano nella Top 20 in UK e nella Top 10 negli USA, riscuotendo un grandissimo successo anche in Giappone e in Australia, all'inizio degli anni novanta: Just Another Dream (UK #13, USA #9, Australia #14), con Dancin' Danny D-Mob ai cori, Touch Me (All Night Long), probabilmente la sua hit più famosa, che rimane invece al #2 nella classifica generale statunitense dei Billboard Hot 100 per due settimane, trattenuto al secondo posto dalle tenaci Numero 1 costituite da I Like the Way (The Kissing Game) degli Hi-Five la prima settimana, e I Don't Wanna Cry di Mariah Carey la seconda settimana (che le regala, tra l'altro la terza Numero 1 nella classifica USA Dance degli Hot Dance Club Play, di cui aveva raggiunto la vetta già altre due volte, con i primi due singoli realizzati con D-Mob),
Il brano è una cover, con rivisitazione testuale, di un singolo del 1984 di Wish con Fonda Rae, che aveva raggiunto il #70 nella classifica USA dei dischi R&B, e la ballata Too Many Walls, (UK #17, USA #8, Australia #57), composta da Cathy insieme ad Anne Dudley degli Art of Noise (in parte somigliante alla canzone degli ABC All of My Heart, anche questa scritta insieme ad Anne Dudley), che è arrivata al #1 della classifica statunitense AC (la cosiddetta Adult Contemporary).
I singoli successivi non hanno avuto lo stesso impatto nelle classifiche. L'ultima hit negli USA è stato il singolo You Lied to Me, Top 40 nel 1992, estratto dal secondo album, Into the Skyline, pubblicato a dicembre del 1992, scritto pensando al mercato USA. Il lavoro comprende i singoli You Lied to Me, Irresistible, Moments of Love, Falling e Why, l'ultimo accreditato a D Mob with Cathy Dennis. Il disco arriva rapidamente al #8 in UK, mentre You Lied to Me entra nel Top 40 della classifica generale americana dei singoli ed Irresistible arriva fino alla Top Ten della citata classifica AC; comunque, l'album ridiscende altrettanto rapidamente.
In Giappone, l'album prende il titolo di Into the Skyline +1, contenendo tre bonus track: Nothing Moves Me, già edita come B-side, e due tracce pubblicate entrambe come singoli indipendenti, It's My Style e Love's a Cradle. Cathy presta anche la sua voce per i cori sul singolo di P.M. Dawn intitolato Looking through Patient Eyes, uscito nel 1993, Top 10 negli USA e Top 20 in UK.
L'ultima hit della cantante nel Regno Unito è stata Waterloo Sunset, #11 nel corso del 1997.
In quello stesso anno, il suo ultimo singolo solista, When Your Dreams Turn to Dust, ha raggiunto il #43 in UK. Questi ultimi due singoli sono inclusi nel terzo ed ultimo album solista della Dennis, Am I the Kinda Girl?, che comprende anche un terzo singolo, West End Pad, la traccia di apertura del disco (UK #23). Il terzo album è un flop un po' ovunque, che in Gran Bretagna non va oltre il Numero 78.
In questo periodo, la cantante prende parte al primo tour di MTV Club, prendendo un impegno di sei settimane. Dopo la terza data, però, la Dennis abbandona, successivamente accusando uno dei membri dei Milli Vanilli (l'act principale del tour) di molestie sessuali. In questo periodo, Cathy registra un brano intitolato Find the Key to Your Life con David Morales, per la colonna sonora del film Teenage Mutant Ninja Turtles II: The Secret of the Ooze.
La Dennis recita anche con un cameo in Beverly Hills 90210, dove canta le canzoni Moments of Love (un successo statunitense minore nella classifica Adult Contemporary), Why (interpretata, nell'episodio, senza D Mob) e Touch Me (All Night Long).
A questo punto, l'artista inizia a registrare il suo terzo album, che avrebbe dovuto intitolarsi Inspiration. La title track viene incisa con Todd Terry, assieme ad un'altra canzone, Is There Life After You, oltre ad altri brani tuttora inediti. Ad un certo punto, Cathy decide di interrompere le registrazioni, pubblicando soltanto una delle canzoni realizzate in quelle sessions, SOS, contenuta nella colonna sonora di Beverly Hills 90210, The College Years.
Nel 1996, la Dennis cambia stile musicale, allontanandosi dal sound prevalentemente dance-pop dei dischi precedenti, e preferendo invece un approccio da cantautrice più tradizionale. Il risultato si può ascoltare nel terzo album solista poi effettivamente pubblicato (dopo l'interruzione di Inspiration), intitolato Am I the Kinda Girl?, più vicino al Britpop di gruppi quali i Blur e performers come Stephen Duffy, contenente collaborazioni con Guy Chambers dei The Lemon Trees (fedele collaboratore di Robbie Williams) ed Andy Partridge degli XTC. Tuttavia, anche se un paio di singoli si piazzano discretamente nella classifica inglese (la cover di Waterloo Sunset di Ray Davies arriva addirittura al Numero 11), l'album non riesce a fare breccia nelle classifiche, né in UK, né negli USA e tantomeno in Australia (in questi ultimi due paesi, neanche i tre singoli entrano in classifica).
Cathy registra allora una traccia che compare nella colonna sonora per Robin Hood Men in Tights, dove canta Marian, nella versione in duetto con Lance Ellington.

### Carriera da autrice
La prima canzone scritta dalla Dennis per altri artisti è il brano Love's on Every Corner per Dannii Minogue.
Nel 1996, compone Bumper to Bumper, la B-side del primissimo singolo e Numero 1 inglese delle Spice Girls, Wannabe.
Alcune delle sue composizioni hanno raggiunto il Numero Uno in Gran Bretagna nella classifica dei singoli: Never Had a Dream Come True e Have You Ever, scritte con Chris Braide e incise dai S Club 7, Anything Is Possible, incisa da Will Young, Toxic, incisa da Britney Spears, sono state tutte Numero 1, con quest'ultime entrate anche nella Top 10 nella top ten americana di Billboard Hot 100.
Il suo più grande successo come autrice è Can't Get You out of My Head, incisa da Kylie Minogue, che ha trascorso quattro settimane al Numero Uno in UK, riaccendendo l'interesse per la Minogue e facendola esplodere definitivamente in America, dove il brano è arrivato al #7 negli Hot 100, vendendo più di tre milioni di copie in tutto il mondo e diventando così il secondo singolo più venduto del 2001. Il brano ha conquistato diversi record, regalando alla Dennis anche un Ivor Novello Award come Canzone più ascoltata del 2001.
Il più recente singolo numero uno scritto dalla Dennis è About You Now delle Sugababes, che ha raggiunto la vetta a settembre del 2007.
Assieme a Chris Braide, l'artista ha conquistato un altro Ivor Novello Award nel 2001, per Anything Is Possible. Negli USA, Cathy ha vinto un Grammy Award come Miglior Disco Dance per Come into My World, anche questo inciso da Kylie Minogue (che ha condiviso con lei il premio), nonché un Billboard Award come Migliore Artista Femminile dell'Anno nel 1991.
Cathy ha collaborato alla composizione del tema portante di Pop Idol (da lei anche cantato), e, sia in UK che negli USA, i concorrenti Will Young, Gareth Gates, Kelly Clarkson e Clay Aiken hanno debuttato con canzoni scritte da Cathy Dennis.
Tra gli altri artisti che hanno incisi canzoni della Dennis, sono da ricordare: Dannii Minogue, Delta Goodrem, Céline Dion, Spice Girls, Emma Bunton, Ronan Keating, Rachel Stevens, Janet Jackson, Thalía, Hear'Say, S Club Juniors, Pink, Brooke Hogan, Michelle McManus, Hooverphonic e Jentina.
Cathy Dennis ha collaborato con la cantante britannica Sophie Ellis-Bextor e il compositore Greg Kurstin, per il singolo Catch You. Il brano, incluso nell'album Trip the Light Fantastic, è arrivato fino al #8 della classifica inglese dei singoli.
Nel 2007, Cathy ha lavorato con Róisín Murphy al secondo album solista di quest'ultima Overpowered, Sunshine e Off & On 
ed ha composto insieme a Dr Luke e Jack Splash il brano All The Way, per Britney Spears e Sensitized, per l'album X di Kylie Minogue.
Tra le collaborazioni più recenti si contano quelle con Galantis per Runaway (U & I), David Guetta, Jonas Brothers, Little Mix, Santigold, KT Tunstall, Black Honey, Sigala e Reiley.

## Discografia

### Album in studio
- 1990 - Move to This (Polydor)
- 1992 - Into the Skyline (Polydor)
- 1996 Am I the Kinda Girl? (Polydor)

### Album di remix
- 1991 - Everybody Move (To the Mixes) (Polydor)

### Raccolte
- 2000 The Irresistible Cathy Dennis (Spectrum Music)

### Singoli
- 1989 - C'mon and Get My Love
- 1989 - Just Another Dream
- 1990 - That's the Way of the World
- 1991 - Touch Me (All Night Long)
- 1991 - Too Many Walls
- 1991 - Everybody Move
- 1992 - You Lied to Me
- 1992 - Irresistible
- 1993 - Falling
- 1993 - Moments of Love
- 1994 - Why (con D Mob)
- 1994 - It's My Style
- 1996 - West End Pad
- 1997 - Waterloo Sunset
- 1997 - When Dreams Turn to Dust